# Карпаты (производственное объединение)

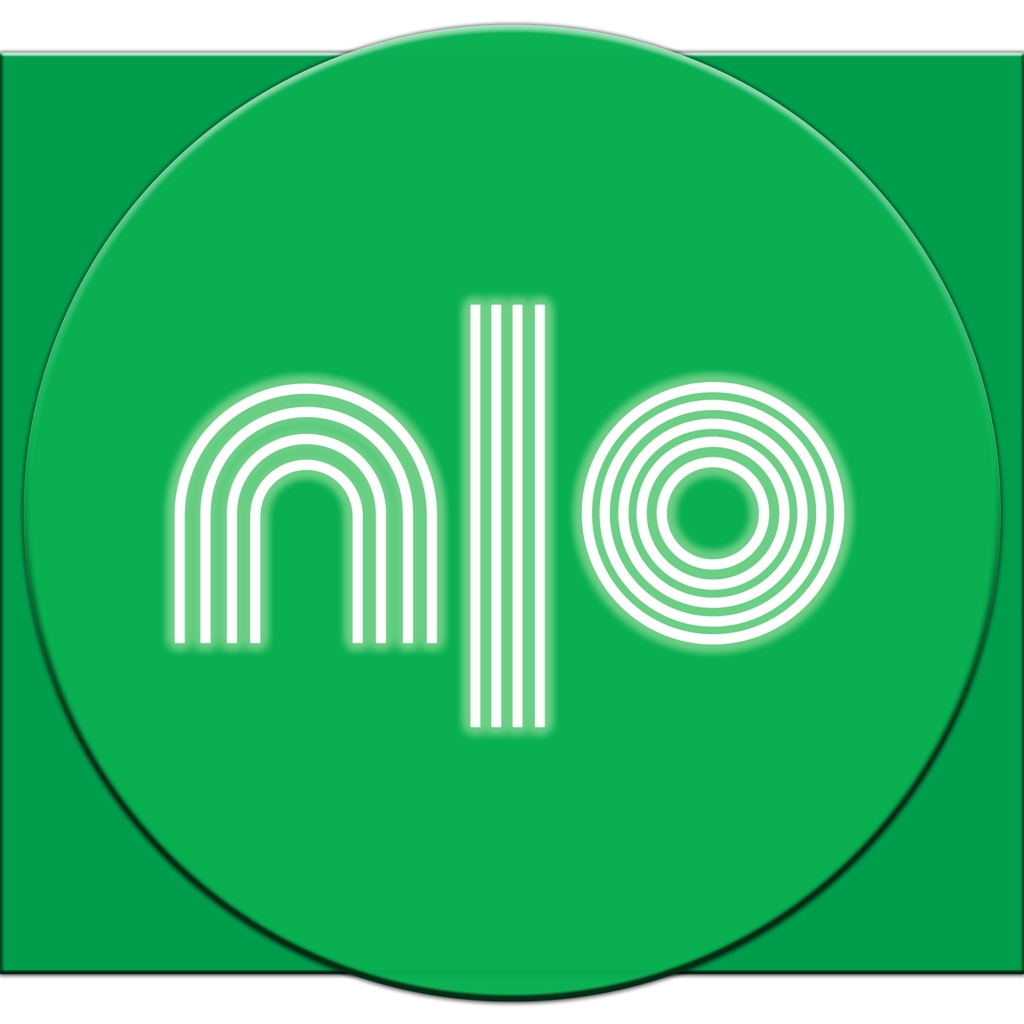
Логотип ПО «Карпаты»

Производственное объединение «Карпаты» (укр. Виробниче об'єднання «Карпати») — государственное предприятие военно-промышленного комплекса Украины.
Входит в перечень предприятий, имеющих стратегическое значение для экономики и безопасности Украины.

## История

### 1977—1991 годы
Создание предприятия было начато в 1977 году в соответствии с 10-м пятилетним планом развития народного хозяйства СССР, в 1979 году Прикарпатский радиозавод был введён в эксплуатацию.
Основным направлением деятельности предприятия являлся выпуск радиоэлектронной аппаратуры (акустических систем, радиоприёмников, магнитофонов и др.). Одним из основных заказчиков продукции предприятия в советское время было министерство обороны СССР.
В 1990 году Прикарпатский радиозавод был преобразован в производственное объединение «Карпаты».

### После 1991 года
После провозглашения независимости Украины объём заказов от Министерства обороны Украины уменьшился, предприятие было вынуждено переориентировать производство и начало выпуск продукции гражданского назначения.
В августе 1997 года завод был включён в перечень предприятий, имеющих стратегическое значение для экономики и безопасности Украины.
В мае 2007 года ПО «Карпаты» привлекло инвестора в лице американской компании Delphi Packard (сумма привлечённых инвестиций от которой в первый год превысила 0,5 млн гривен), что позволило улучшить хозяйственное положение предприятия, освоить выпуск новой продукции (электрических проводов для автомашин) и увеличить численность работников на 250 человек. В 2008 году предприятие реконструировало один из производственных цехов, в котором было установлено новое оборудование.
При участии словенской фирмы «Агромеханика» предприятие освоило выпуск мини-тракторов.
В мае 2010 года предприятие освоило выпуск энергосберегающих светодиодных ламп. Также в ноябре 2010 года предприятие изготовило первый образец солнечной батареи.
После создания в декабре 2010 года государственного концерна «Укроборонпром» предприятие было включено в состав концерна.
В 2010—2011 годах в условиях отсутствия государственных заказов объём выпускаемой продукции предприятия составлял около 2 млн гривен в год.
2012 год предприятие завершило с чистой прибылью в размере 0,9 млн гривен.
2013 год предприятие завершило с чистой прибылью в размере 1,2 млн гривен, что позволило увеличить на 200 человек количество рабочих (в результате к началу 2014 года общая численность рабочих предприятия составила 1200 человек: около 550 мужчин и около 650 женщин).
В начале 2014 года ПО «Карпаты» сохраняло возможность выпускать автоматизированные системы управления комплексами ПВО, однако основным направлением деятельности предприятия являлся выпуск продукции гражданского назначения: электрооборудования и комплектующих для легковых автомобилей, светодиодных светильников и металлоконструкций для детских площадок. Кроме того, по контракту с компанией Delphi Packard Romania SRL (румынским филиалом американской компании Delphi Packard) предприятие выпускало узлы для автомашин специального назначения.
По состоянию на начало сентября 2015 года предприятие осуществляло сборку панелей солнечных батарей по американской технологии (с использованием комплектующих китайского производства).
В июне 2021 года началась процедура отчуждения производственного корпуса № 3 (цеха гальванизации).